# نفتالی بنت
نفتالی بِنِت (عبری: נַפְתָּלִי בֶּנֶט‎، IPA: [naftaˈli ˈbenet]؛ زادهٔ ۲۵ مارس ۱۹۷۲) نخست‌وزیر اسبق، سیاستمدار و نظریه‌پرداز اسرائیلی است که از سال ۲۰۱۳ تا ۲۰۱۸ حزب دست راستی خانه یهودی را رهبری کرده‌است. او از سال ۲۰۱۵ تا ۲۰۱۹ به عنوان وزیر آموزش اسرائیل و از ۲۰۱۹ تا ۲۰۲۰ به عنوان وزیر دفاع اسرائیل کار کرده و اکنون رهبری حزب یامینا را بر عهده دارد.
نفتالی بنت که زاده و بزرگ شده حیفا است پسر مهاجرینی از آمریکا است. بنت در سایرت متکل و مگلن یگان‌های نیروهای ویژه ارتش اسرائیل خدمت نظامی کرده و در بسیاری از عملیات‌های رزمی شرکت جست و بعدتر کارآفرین زمینه نرم‌افزار شد. در سال ۱۹۹۹ او از هم‌بنیانگذاران و مالکان شرکت آمریکایی کایوتا شد که با تمرکز بر تقلب آنلاین بانکی، تقلب تجارت الکترونیک و فیشینگ، در زمینه ضد تقلب کار می‌کرد. این شرکت در سال ۲۰۰۵ به مبلغ ۱۴۵ میلیون دلار فروخته شد. او همچنین به عنوان مدیرعامل ارشد شرکت رایانش ابری اسرائیلی سولوتو که در سال ۲۰۱۳ به مبلغ گزارش شده ۱۰۰ تا ۱۳۰ میلیون دلار فروخته شد کار کرد.
نفتالی بنت از طرفداران گسترش شهرک‌های یهودی‌نشین در  کرانه باختری رود اردن است و در مه ۲۰۲۰ مجوز ساخت ۷۰۰۰ خانه دیگر در شهرک‌های یهودی‌نشین را صادر کرد.
وی از سال ۲۰۰۶ وارد سیاست شد و تا سال ۲۰۰۸ به عنوان رئیس ستاد بنیامین نتانیاهو کار کرد. در سال ۲۰۱۱ به همراه آیلت شاکد، جنبش برون پارلمانی «اسرائیل من» را بنیان نهادند. در انتخابات کنست ۲۰۱۳ نخستین مشارکت خانه یهودی به رهبری بنت بود و این حزب ۱۲ کرسی از ۱۲۰ کرسی را به دست آورد. وی از سال ۲۰۱۳ تا ۲۰۱۵ به عنوان وزیر اقتصاد و خدمات دینی و از ۲۰۱۵ تا ۲۰۱۹ به عنوان وزیر آموزش و پرورش کار کرد. او تا چندی پیش نخست‌وزیر اسرائیل بود. او اولین نخست‌وزیر اسرائیل بود که کیپا می‌پوشید.

## اوایل زندگی
نفتالی بنت در ۲۵ مارس ۱۹۷۲ در حیفای اسرائیل زاده شد. وی کوچک‌ترین فرزند از سه پسر جیم و میرنا بنت، کوچ کننده‌های یهودی آمریکایی است که یک ماه پس از جنگ شش‌روزه در سال ۱۹۶۷ از سان فرانسیسکو به اسرائیل کوچ کردند. ریشه‌های یهودی پدرش از لهستان، آلمان، و هلند است. پدربزرگ و مادربزرگ مادری وی ۲۰ سال پیش از آغاز جنگ جهانی دوم از لهستان به سان فرانسیسکو و سپس به عنوان سالخورده به اسرائیل کوچ کردند و در خیابان ویتکین در حیفا مستقر شدند. بنت از طریق مادربزرگ پدری خود از فرزندان حاخام راپاپورت و راشی مفسر کتاب مقدس قرون وسطی است. برخی دیگر از اعضای خانواده مادری وی که در لهستان مانده بودند در هولوکاست قربانی شدند. هر دو والدین بنت، یهودیت ارتدکس مدرن را رعایت کردند. آنها پس از کوچ به اسرائیل، برای چند ماه داوطلبانه در کیبوتس دفنا حضور یافتند و در آنجا زبان عبری را آموختند و سپس در محله اهوزا حیفا مستقر شدند. جیم بنت یک کارگزار موفق در زمینه املاک و مستغلات بود که به یک کارآفرین املاک تبدیل شد. میرنا بنت معاون مدیر کل انجمن آمریکایی‌ها و کانادایی‌ها در برنامه شمالی اسرائیل بود. هنگامی که بنت چهار ساله بود خانواده او به خاطر کار پدرش به مدت دو سال به مونترآل کوچ کردند. پس از بازگشت به حیفا، بنت شروع به تحصیل در دبستان کارمل کرد. وقتی او کلاس دوم بود خانواده او به خاطر کار پدرش به مدت دو سال به نیوجرسی کوچ کردند. خانواده بنت در زمان ده سالگی بنت به حیفا بازگشتند. بنت دو برادر دارد. یکی، آشر، که بازرگان است و اکنون در بریتانیا مستقر است. دانیل دیگر برادرش، حسابدار خدمات ترابری یکپارچه زیم است. نفتالی بنت در دبیرستان یاون یشیوا در حیفا تحصیل کرد و یک رهبر جوان با سازمان مذهبی جوانان صهیونیست بنی آکیوا شد.

## خدمت نظامی
نفتالی بنت در سال ۱۹۹۰ به خدمت سربازی در نیروهای دفاعی اسرائیل اعزام شد. وی به عنوان فرمانده گروهان در یگان‌های کماندوی سایرت متکل و مگلان خدمت می‌کرد؛ او امروز نیز با درجه سرگردی به خدمت در ذخیره‌ها ادامه می‌دهد. بنت در درگیری‌های سال‌های ۱۹۸۲ تا ۲۰۰۰ جنوب لبنان در منطقه امنیتی اسرائیل در لبنان خدمت می‌کرد. وی در بسیاری از عملیات‌ها از جمله عملیات خوشه‌های خشم شرکت کرد. بنت پس از خدمت به ارتش اسرائیل، مدرک حقوق خود را از دانشگاه عبری اورشلیم دریافت کرد. در طول جنگ ۲۰۰۶ لبنان وی به عنوان نیروی ذخیره در یگان نیروهای ویژه مگلان فراخوانده شد و در عملیات مأموریت جستجو و انهدام در پشت خطوط نیروهای مقابل شرکت کرد و در برابر موشک اندازهای حزب‌الله لبنان کار کرد.
برخی از اقدامات بنت به عنوان کماندوی نیروهای ویژه بحث‌برانگیز هستند. به ویژه در دخالت وی در عملیات خوشه‌های خشم، زمانی که یگان او تحت آتش خمپاره قرار گرفت بحث‌برانگیز است و بمباران منتج به یک مجتمع سازمان ملل متحد که در آن غیر نظامیان به آن پناه برده بودند رویدادی بود که به کشتار جمعی قانا معروف شد. روزنامه‌نگار یگال سارنا استدلال کرد که بنت در هنگام انجام عملیات در یگان کماندویی مگلان قضاوت ضعیفی از خود نشان داده‌است. سارنا استدلال کرد که بنت یک نیروی ۶۷ نفره از نیروهای جنگی را به لبنان هدایت کرد. در یک زمان خاص، او تصمیم گرفت که دستورها را نادیده بگیرد و برنامه‌های عملیاتی را تغییر دهد بدون اینکه این اقدامات را با مافوق خود که از نظر او ترسو بودند و به اندازه کافی ثابت قدم نیست تغییر دهد. در نزدیکی روستای کفر کنا، نیروهای بنت در کمین گرفتار شدند … ۱۰۲ غیرنظامی کشته و ۱۰ نفر زخمی شدند که چهار نفر از آنها حافظ صلح سازمان ملل بودند. بنت پاسخ داد: «من اکنون مورد حمله قرار گرفته‌ام» و گفت: «من مسوول قتل‌عام در کفر کنا هستم. قهرمانی مورد بررسی قرار نخواهد گرفت. به بایگانی‌ها نگاه کنید. پرونده نظامی من برای بررسی در دسترس است و منتظر شما است. اعضای پیشین یگان بنت نامه‌ای در دفاع از او نوشتند و گفتند: «نفتالی … بسیاری از عملیات‌های موفق را به انجام رساند که منجر به از میان برداشتن نیروهای حزب‌الله لبنان در اعماق قلمرو نیروهای مقابل شد».

## کار تجاری
نفتالی بنت در بخش شمال شرقی منهتن ساکن شد تا به عنوان یک کارآفرین نرم‌افزار کار کند. او در سال ۱۹۹۹ یک شرکت نرم‌افزاری ضد کلاهبرداری بنیان‌گذاشت و به عنوان مدیر عامل آن کار کرد. این شرکت در سال ۲۰۰۵ به قیمت ۱۴۵ میلیون دلار به شرکت آراس‌ای سکیوریتی فروخته شد و بنت را به یک میلیونر تبدیل کرد. یک شرط معامله اجازه داد تا شعبه این شرکت اسرائیل دست‌نخورده باقی بماند. در نتیجه، ۴۰۰ اسرائیلی در دفاتر اسرائیلی این شرکت در هرتزلیا و بئرشبع استخدام شدند.
نفتالی بنت در زمانی که به همراه شریک زندگی‌اش لیورگولان درگیر جمع‌آوری بودجه برای راه اندازی شرکت‌های نوپای فناوری اسرائیلی بودند به عنوان مدیر عامل شرکت سلووتو کار کرده‌است. سلووتو یک شرکت فناوری است که خدمات مبتنی بر رایانش ابری را فراهم می‌کند و پشتیبانی از راه دور برای رایانه‌های شخصی و دستگاه‌های همراه را در سال ۲۰۰۹ فراهم می‌کند. سولوتو ۲۰ میلیون دلار از سرمایه‌گذاران، از جمله سرمایه سرمایه‌گذارانی چون سرمایه‌گذاران گیزا ونتور کاپیتال، سرمایه‌گذاری پراکسیما ونتور، سرمایه‌گذاری شاخص بیسمر ونتور پارتنر، ایندکس ونتور، سرمایه‌گذاری مایکل اریرنج چرچ فاند، و مدیر نوآوری اریک اشمیت را افزایش داده بود. فروش سولوتو به مبلغ ۱۰۰–۱۳۰ میلیون دلار به شرکت آمریکایی آسورین در اکتبر ۲۰۱۳ نهایی شد.

## کار سیاسی

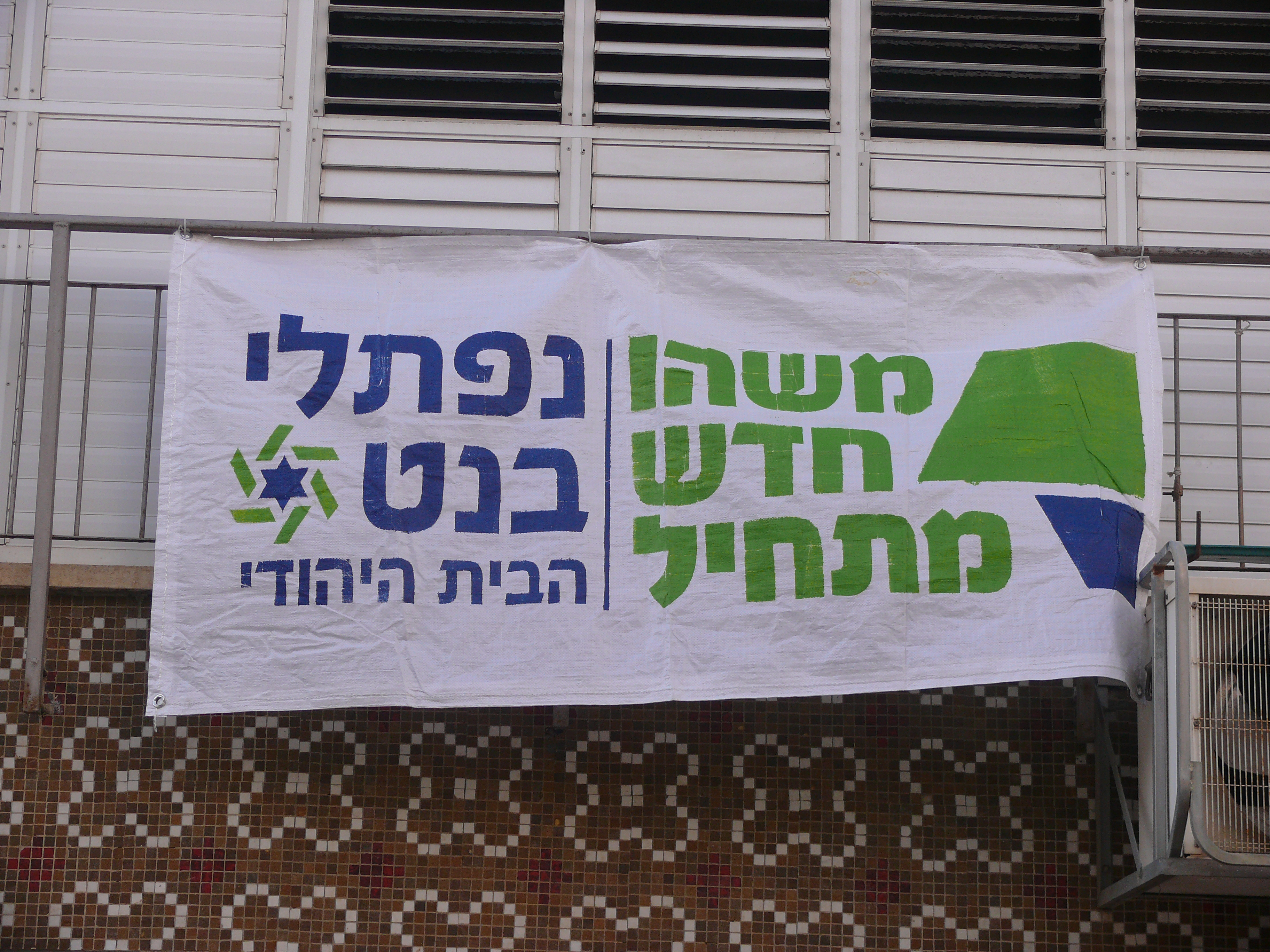
پوستر انتخاباتی نفتالی بنت در انتخابات 2013 اسرائیل

نفتالی بنت پس از خروج از کارآفرینی نرم‌افزاری، بنت به اسرائیل بازگشت و کار در سیاست را آغاز نمود. بنت پس از شرکت در جنگ ۲۰۰۶ لبنان به رهبر مخالفان، بنیامین نتانیاهو پیوست و از ۲۰۰۶ تا ۲۰۰۸ به عنوان رئیس ستاد وی خدمت کرد. او گروهی را رهبری کرد که طرح اصلاح آموزشی نتانیاهو را توسعه داد. او همچنین کمپین اولیه نتانیاهو را برای رهبری حزب لیکود در اوت ۲۰۰۷ را انجام داد. در ۳۱ ژانویه ۲۰۱۰ بنت به عنوان مدیر کل شورای یشا منصوب شد و مبارزه با توقف اسکان در شهرک‌ها را در سال ۲۰۱۰ رهبری کرد. نفتالی بنت تا ژانویه ۲۰۱۲ در این پست خدمت کرد.
نفتالی بنت در آوریل ۲۰۱۱ با هم‌کاری آیلت شاکد حزب اسرائیل من را بنیان گذاشت که بیان می‌شود اعضای اسرائیلی آن ۹۴٬۰۰۰ نفر است. او در آوریل ۲۰۱۲ جنبشی به نام ییسراییلیم (اسرائیل من) را بنیان گذاشت. اهداف اصلی این جنبش، افزایش صهیونیسم در میان حامیان راست میانه، افزایش گفتمان بین جوامع مذهبی و سکولار و گسترش پابتکار ثبات و پایداری اسرائیل اعلام شدند. متعاقباً بنت در حالی که نامزدی خود را برای رهبری حزب اعلام می‌کرد از لیکود استعفا داد و به خانه یهودیان پیوست. در انتخابات داخلی ۶ نوامبر ۲۰۱۲ او ۶۷ درصد آرا را کسب کرد و به عنوان رئیس خانه یهودیان انتخاب شد. در انتخابات قانونگذاری سال ۲۰۱۳ بنت رهبری این حزب را بر عهده داشت تا ۱۲ کرسی در کنست را بدست آورد.
بنت پس از ورود به کنست، پیش از تصدی صندلی مجبور شد تابعیت آمریکا را که به عنوان پسر پدر و مادر آمریکایی گرفته بود کنار بگذارد. وی در مارس ۲۰۱۳ به عنوان وزیر اقتصاد و وزیر خدمات دینی منصوب شد. در آوریل ۲۰۱۳ نیز به عنوان وزیر امور اورشلیم و امور مهاجران منصوب شد. وی به عنوان یک عضو ارشد کابینه، نقش عمده‌ای در امور مالی، سیاسی، و امنیتی داشت. پس از انتخاب دوباره در انتخابات ۲۰۱۵ بنت به عنوان وزیر آموزش و پرورش منصوب شد و نیز مسئولیت رسیدگی به امور مهاجران را در دولت تازه حفظ کرد. در سال ۲۰۱۵ نتانیاهو وزارت امور اورشلیم و امور دیاسپرا را تقسیم کرد و در ابتدا امور اورشلیم را برای خود در نظر گرفت. وی بعداً زئوف الکین را به سمت وزیر امور اورشلیم منصوب کرد. بنت به عنوان وزیر آموزش و پرورش دستور رسمی منع دعوت مدیران مدارس از اعضای شوریم شتیکا و سایر سازمان‌هایی را که رفتار نظامی اسرائیل در کرانه باختری را تقبیح می‌کردند صادر کرد. تحت نظارت بنت، وزارت آموزش و پرورش برنامه‌های درسی مدارس را تغییر داد تا تعداد بازدیدها از میراث فرهنگی در یهودیه و سامره را افزایش دهد. در اکتبر ۲۰۱۵ بنت از کنست استعفا داد تا اجازه دهد شولی موعالم صندلی او را بگیرد. استعفای وی طبق قانون نروژ صورت گرفت که به وزیران اجازه می‌داد هنگام حضور در کابینه از کرسی‌های پارلمانی خود استعفا دهند اما در صورت ترک دولت، به کنست بازگردند. او در ۶ دسامبر ۲۰۱۵ به کنست بازگشت و آوی وورتزمن تصمیم گرفت صندلی خود را خالی کند و برای این کار مجبور شد به‌طور موقت از سمت خود استعفا دهد. به دنبال استعفای آویگدور لیبرمن از سمت وزیر دفاع در نوامبر ۲۰۱۸ بنت اعلام کرد که به دنبال این سمت برای خود است. در ۱۶ نوامبر ۲۰۱۸ سخنگوی حزب لیکود اعلام کرد که نتانیاهو درخواست بنت را رد کرده و به جای آن خود نتانیاهو این سمت را بر عهده خواهد گرفت. سپس اعلام شد که حزب خانه یهودی بنت دیگر وابسته به دولت نتانیاهو نخواهد بود. اما در ۱۹ نوامبر بنت به تعهد خود برای خروج از ائتلاف نتانیاهو عمل نکرد. در دسامبر ۲۰۱۸ بنت در میان حزب خانه یهود بود تا حزب را ترک کند و حزب جدایی راست تاره‌ای را تشکیل دهد. این حزب تازه به سختی شکست خورد تا از آستانه انتخابات عبور کند؛ و در نتیجه بنت در دوره ۲۱ کنست، کرسی کسب نکرد. در ژوئن ۲۰۱۹ نتانیاهو بنت را از دولت اخراج کرد.

## مواضع سیاسی
مواضع بنت به لحاظ 'ناسیونالیستی افراطی توصیف شده‌است، و بنت خود را از منظر جناح راست تر از نتانیاهو توصیف می‌کند و دیگران نیز همین عقیده را دارند. او همچنین یک 'عمل گرا' و 'فرصت طلب' لقب گرفته بود. او با ایجاد یک کشور فلسطینی مخالف است و از کاهش مالیات‌ها حمایت می‌کند.

### درگیری اسرائیل و فلسطین
در فوریه ۲۰۱۲ بنت یک برنامه برای مدیریت درگیری اسرائیل - فلسطین به نام ابتکار ثبات اسرائیل منتشر کرد. طرح مبتنی بر بخش‌هایی از ابتکارات قبلی، «صلح در برابر زمین» ادی مینتز و «طرح صلح ایلون» توسط بنیامین ایلون، و متکی بر اظهارات وزرای نتانیاهو و حزب لیکود در پشتیانی از الحاق یک جانبه کرانه باختری است. بنت مخالف ایجاد دولت فلسطین است و گفت: «من هر کاری در توانم باشد انجام خواهم داد تا مطمئن شوم آنها هرگز دولتی نخواهند گرفت». او پیشنهاد می‌کند که از سه قسمت مناطق فلسطینی، به موجب آن اسرائیل یک طرفه منطقه سی را ضمیمه خود کند و اختیارات نوار غزه به مصر منتقل شود و منطقه الف و منطقه ب با تشکیلات خودگردان فلسطینی باقی می‌ماند. اما این موضوع تحت پوشش امنیتی نیروهای دفاع اسرائیل و شین بت برای تضمین آرامش، کنترل ستیزه‌جویی فلسطینی و جلوگیری از حماس در تصرف این منطقه، باقی خواهد ماند. منطقه سی ۶۲ درصد مساحت را تشکیل می‌دهد و تقریباً ۳۶۵٬۰۰۰ نفر در شهرک‌های اسرائیلی زندگی می‌کنند. بر پایه پژوهش‌های دیگر، به فلسطینی‌هایی که در این منطقه زندگی می‌کنند شهروندی اسرائیلی یا وضعیت اقامت دائم (بین ۴۸٬۰۰۰، بر پایه گفته بنت و ۱۵۰۰۰۰ بر پایه دیگر نظرسنجی‌ها) ارائه می‌شود. در نهایت، اسرائیل در ایجاد جاده‌های مناطق الف و ب سرمایه‌گذاری می‌کند تا فلسطینی‌ها بتوانند بدون بازرسی بین مناطق سفر کنند و در زیر ساخت‌ها و مناطق صنعتی مشترک سرمایه‌گذاری کنند، زیرا صلح از پایین – و از طریق مردم و نقش مردم در زندگی روزمره رشد می‌کند.
بنت همچنین در برابر کوچ پناهندگان فلسطینی که اکنون در خارج از کرانه باختری زندگی می‌کنند یا در ارتباط بین نوار غزه تحت کنترل حماس و کرانه باختری مقاومت می‌کند. در سال ۲۰۱۱ وی خاطرنشان کرد که در منطقه صنعتی کرانه باختری نزدیک به ۵۰ کارخانه وجود دارد که اسرائیلی‌ها و فلسطینی‌ها با هم کار می‌کنند و این را به عنوان یک رویکرد عملی برای یافتن صلح بین دو طرف عنوان کرد. بنت پیشنهاد می‌کند که اسرائیل باید فرابگیرد که با مسئله فلسطین زندگی کند بدون اینکه با عمل جراحی دو کشور جدا شوند. او می‌گوید: «من دوستی دارم که در انتهای پشت خود ترکش دارد و به او گفته‌اند که با جراحی می‌توان آن را برداشت اما او را معلول می‌کند … بنابراین او تصمیم گرفت با آن زندگی کند. شرایطی وجود دارد که اصرار بر کمال، می‌تواند دردسرهای بیش از آنچه که ارزش دارد را به همراه داشته باشد». بنابراین تعبیر «ترکش در پشت» از بنت به سرعت نمایانگر دیدگاه او دربارهٔ مسئله فلسطین شد.
بنت در پاسخ به آزادی اسرای فلسطینی توسط اسرائیل در سال ۲۰۱۳ گفت که ستیزه‌جویان فلسطینی باید مورد اصابت گلوله قرار بگیرند و ادعا کزد «من قبلاً بسیاری از اعراب را در زندگی خود کشته‌ام و مشکلی برای این مسئله وجود ندارد». بنت به دلیل این سخنان بسیار محکوم شد اگرچه گفتن آنها را انکار کرد و بیان کرد که فقط گفته‌است: «اگر ستیزه‌جویان هنگام عمل، تهدیدی حیاتی برای سربازان ما باشند باید کشته شوند».
در ژانویه ۲۰۱۳ بنت، با اشاره به منطقه‌ای از رود اردن تا دریای مدیترانه گفت: «هیچ کشور فلسطینی در سرزمین کوچک اسرائیل وجود نخواهد داشت». «این اتفاق نخواهد افتاد. یک کشور فلسطین برای ۲۰۰ سال آینده یک فاجعه خواهد بود». در دسامبر ۲۰۱۴ گروهی از دانشگاهیان که مخالف جنبش بایکوت، تحریف، و تحریم‌ها و اعضای سومین روایت و یک سازمان صهیونیستی کارگری بودند خواهان اعمال تحریم بر بنت و سه اسرائیلی دیگر شدند که تلاش‌هایی را برای تضمین کنترل دائمی اسرائیل بر کرانه باختری و ضمیمه کردن همه یا بخش‌هایی از آن به‌طور یک جانبه در تخطی از قوانین بین‌المللی هدایت می‌کنند.
این دانشگاهیان، که خود را دانشمندان اسرائیل و فلسطین می‌نامند و بیان می‌کنند که "حامی اسرائیل، طرفدار فلسطین، حامی صلح هستند از ایالات متحده آمریکا و اتحادیه اروپا خواستند تا دارایی‌های خارجی بنت را مسدود کرده و محدودیت‌های ویزا را اعمال کنند. بنت به عنوان کار خود در مخالفت با مسدود کردن شهرک سازی در سال ۲۰۱۰ در حالی که مدیر شورای شهرک سازی یشا بود به‌طور فعالانه از ضمیمه بیش از ۶۰٪ از کرانه باختری پشتیبانی می‌کرد و به شدت برای سیاست خزنده فشار می‌آورد.
در اکتبر ۲۰۱۶ بنت گفت: «در مورد سرزمین اسرائیل، ما باید از انجام عمل به یک تصمیم برسیم. ما باید رؤیا را علامت گذاری کنیم و رؤیا این است که یهودیه و سامره بخشی از کشور مستقل اسرائیل هستند. ما امروز باید عمل کنیم و باید جان خود را نجات بدهیم. ما نمی‌توانیم سرزمین اسرائیل را به عنوان یک هدف راهبردی و یک کشور فلسطین را به عنوان هدف استراتژیک مشخص کنیم».
در نوامبر ۲۰۱۶ بنت گفت که انتخاب دونالد ترامپ به عنوان رئیس‌جمهور ایالات متحده آمریکا این امیدواری را برای وی ایجاد کرد که راه حل دو کشور دیگر قابل قبول تلقی نشود وگفت: «دوره دولت فلسطین به پایان رسیده‌است».
در سال ۲۰۱۸ او تأکید کرد: «من یک سانتیمتر دیگر زمین به عرب‌ها نمی‌دهم، ما باید برای همیشه این تصور را کنار بگذاریم که اگر به آنها زمین بیشتری بدهیم، به ما علاقمند خواهند شد».
به گفته روزنامه‌نگار اسرائیلی آنشل فافر، کسانی که با بنت کار کرده‌اند به‌طور خصوصی گفته‌اند که بسیاری از لفاظی‌های او با اهداف انتخاباتی است و او در واقع معتدل‌تر از آن چیزی است که تصور می‌شود. علیرغم اظهارنظرهای افراطی خود علیه یک کشور فلسطینی، در حالی که بنت درگیر مذاکرات ائتلافی برای تشکیل دولت وحدت با یائیر لاپید و دیگر رهبران حزب پس از انتخابات کنست در سال ۲۰۲۱ بود، به او پیشنهاد نخست‌وزیری داده شد، با شرط ضمیمه نکردن هیچ سرزمینی در کرانه باختری و عدم ساخت شهرک‌های جدید در حین خدمت به عنوان نخست‌وزیر در یک دولت وحدت بالقوه با آن موافقت کرد.

### ایران
او رژیم ایران را حامی تروریسم معرفی کرده و می‌گوید ایران نه تنها به اسرائیل بلکه به بسیاری از کشورهای خاورمیانه آسیب وارد کرده‌است. وی نسبت به تلاش‌های ایران برای دستیابی به سلاح هسته ای هشدار داده و تصریح کرده که اسرائیل اجازه آن را نخواهد داد. بنت در دیدار با بایدن، رئیس‌جمهور آمریکا، استراتژی اسرائیل علیه ایران را «مرگ به وسیله هزار زخم» یا «لینگچی» توصیف کرد.

## اقتصاد و جامعه
بنت به قوانین کم‌تر دولتی در بخش خصوصی و این که تجارت‌های خصوصی موتور رشد اقتصادی هستند باور دارد. او به پشتیبانی اجتماعی از جمعیت‌های آسیب‌پذیر مانند سالمندان و معلولین کمک می‌کند. بنت گفته‌است که اسرائیل باید انحصار چند سرمایه‌دار بزرگ، اتحادیه‌های کارگری اصلی، و وزارت دفاع، یعنی سازمان‌هایی که از نظر وی موانعی برای اقتصاد اسرائیل هستند را درهم بشکند. وی معتقد است که کلید کاهش اختلافات، برابری فرصت‌ها و سرمایه‌گذاری در آموزش و پرورش در مناطق حاشیه‌ای است تا ابزارهایی در اختیار جمعیت از نظر اقتصادی ضعیف‌تر قرار داده شود. بنت باور دارد که با انجام این کار به افراد و سازمان‌های ضعیف‌تر اسرائیل فرصت موفقیت حرفه‌ای و مالی داده می‌شود. وی از تهیه زمین برای کهنه سربازان در حومه شهر، در صحرای نگب و جلیلیه، برای پیشبرد راه حل ملی برای مسئله مسکن ارزان قیمت و توزیع عادلانه‌تر جمعیت در اسرائیل پشتیبانی می‌کند. وی همچنین متعهد شده که چالش‌های شدید اداری (بوروکراتیک) را برای مشاغل کوچک و متوسط اسرائیلی برطرف کند.
نفتالی بنت که از پیروان یهودیت ارتدوکس است با اجرای ازدواج زوج‌های همجنس در اسرائیل مخالف است. او گفته: «همان‌طور که ما شیر و گوشت را به عنوان کوشر (حلال) به رسمیت نمی‌شناسیم» اما از حقوق مشابه آن مانند تخفیف مالیاتی برای زوج‌های همجنسگرا پشتیبانی می‌کند.
به عنوان وزیر اقتصاد، بنت یک استراتژی تازه را توسط اسرائیل برای افزایش تجارت با بازارهای نوظهور در سراسر جهان و کاهش تجارت با اتحادیه اروپا ایجاد کرد تا تجارت خارجی خود را متنوع سازد. دو دلیل اصلی این تغییر، استفاده از فرصت‌ها در بازارهای نوظهور و جلوگیری از تهدید تحریم‌های احتمالی اتحادیه اروپا بر اسرائیل بر سر مناقشه اسرائیل - فلسطین است. بنت تصدیق کرد که به دنبال کاهش وابستگی اقتصادی اسرائیل به اتحادیه اروپا برای کاهش نفوذ اتحادیه اروپا بر اسرائیل است. به گفته فایننشال تایمز، بنت معمار اصلی این محور اقتصادی است. وزارت اقتصاد تحت رهبری او شروع به بازکردن دفاتر وابسته تجاری نو در آسیا، آفریقا، و آمریکای جنوبی کرد و همچنین به بستن برخی دفاتر بازرگانی در اروپا و تحکیم دیگر دفاتر با دفاتری در کشورهای همسایه پرداخت. به عنوان بخشی از این روند، بنت گفتگوهایی با روسیه و چین در زمینه توافقات تجاری آزاد را آغاز کرد و گفتگوی پیوسته با هند را برای یک توافقنامه تجارت آزاد و هدایت هیئت‌های اقتصادی به چین و هند را سرپرستی کرد. نفتالی بنت هنگامیکه در کنفرانس وزرای سازمان تجارت جهانی ۲۰۱۳ در بالی اندونزی شرکت کرده بود با هیئت‌های نمایندگی از برخی از کشورهای نامشخص در مورد امکان توافق‌های تجاری آزاد آینده گفتگو کرد.
بنت همچنین اصلاحاتی را برای کاهش قیمت بالای مواد غذایی اسرائیل انجام داد. تحت نظارت او، عوارض واردات و موانع کاهش یافتند و سازوکارهایی برای تضمین رقابت بیشتر در صنعت غذایی اسرائیل ایجاد شدند. این اصلاحات با کاهش قیمت مواد غذایی در اسرائیل که از آوریل ۲۰۱۴ آغاز شده و تا سال ۲۰۱۵ ادامه داشته‌است اعتبار یافته‌اند. با این حال، بر پایه سرمقاله هاآرتص، کاهش قیمت جهانی کالاها و تنگناهای مالی وخیم در بسیاری از مصرف‌کنندگان اسرائیلی باعث افت آنها و نه اصلاحات شده‌است. بنت تلاش کرده مردان هاردی و زنان عرب-اسرائیلی که بسیاری از آنها بیکار هستند در نیروی کار ادغام شوند. به گفته بنت، ادغام آنها در نیروی کار، رشد اقتصادی را بسیار تقویت می‌کند. برپایه «طرح کوپن» وی، وزارت اقتصاد برای صدها آموزشگاه حرفه‌ای بن کارت صادر می‌کند که به مردان هاردی اجازه می‌دهد حداقل به صورت موقت، در ازای ثبت نام در هنرستان حرفه‌ای برای یادگیری کسب و کار، از خدمت اجباری معاف شوند. بنت همچنین کمک‌های مالی و برنامه‌های دولتی به زنان عرب برای تشویق بیشتر آنها برای ورود به نیروی کاررا افزایش داده‌است هدف این کار دو برابر شدن میزان اشتغال آنها از ۲۵ به ۵۰ درصد در مدت ۵ سال است.

## زندگی شخصی
همسر بنت، گیلات، سکولار بود اما اکنون قوانین شبات یهودی و قوانین کوشر مذهبی یهودی را در مورد خوراک رعایت می‌کند. او یک شیرینی‌پز حرفه‌ای است. این زوج دارای چهار فرزند هستند و در رانانا، شهری در نزدیک به ۲۰ کیلومتری شمال تل‌آویو و ۲ کیلومتری (۱٫۲ مایل) از دریای مدیترانه زندگی می‌کنند. بنت نیز مانند برادران خود یهودیت ارتدکس مدرن را رعایت می‌کند. بنت نخستین نخست‌وزیر اسرائیل است که کیپا بر سر می‌گذارد.